# Вовків (Охтирський район)
Во́вків —  село в Україні, у Боромлянській громаді Охтирського району Сумської області. Населення становить 45 осіб. Колишній орган місцевого самоврядування — Боромлянська сільська рада.

## Географія
Село Вовків знаходиться на лівому березі річки Боромля, вище за течією на відстані 3 км розташоване село Боромельське, нижче за течією на відстані 4 км розташоване село Олексине, на протилежному березі - село Микитівка. Через село проходить залізниця, станція Скрягівка за 1,5 км. Поруч проходить автомобільна дорога Н12.

## Історія
12 червня 2020 року, відповідно до розпорядження Кабінету Міністрів України № 723-р «Про визначення адміністративних центрів та затвердження територій територіальних громад Сумської області», село увійшло до складу Боромлянської сільської громади.
19 липня 2020 року, в результаті адміністративно-територіальної реформи та ліквідації Тростянецького району, громада увійшла до складу новоутвореного Охтирського району.

## Населення

### Мова
Розподіл населення за рідною мовою за даними перепису 2001 року:
| Мова       | Кількість | Відсоток |
| ---------- | --------- | -------- |
| українська | 44        | 97.77%   |
| російська  | 1         | 2.23%    |
| Усього     | 45        | 100%     |